# Carlos Bustamante
Carlos José Bustamante, né le 6 mai 1951 à Lima au Pérou, est un biologiste moléculaire péruvien et américain. Il est membre de l'Académie nationale des sciences.

## Biographie
Bustamante  a obtenu la licence à l'Université Cayetano Heredia (en) de Lima, la maîtrise en biochimie à l'Université de San Marcos et le doctorat en biophysique à l'Université de Californie à Berkeley, où il a étudié sous la direction d'Ignacio Tinoco, Jr. Il est chercheur postdoctoral au Laboratoire national Lawrence-Berkeley avec Marc Maestre.
Bustamante est professeur adjoint (1982-1986), professeur associé (1986-1989, professeur titulaire (1989-1990) au département de chimie de l'Université du Nouveau-Mexique. Il travaille au Howard Hughes Medical Institute de l'Université de l'Oregon (1991-1998) avant de rejoindre l'Université de Californie à Berkeley, où il est professeur de biologie moléculaire et cellulaire, de chimie et de physique depuis 1998,.

## Activité scientifique
Carlos Bustamante utilise de nouvelles méthodes de visualisation de molécules isolés pour étudier la structure et les fonctions des nucléoprotéines. Il utilise également des pinces optiques.
Les recherches de Bustamante et de son laboratoire  se concentrent sur la caractérisation structurelle des assemblages nucléo-protéiques. La structure de la chromatine et la structure globale des complexes protéine-acide nucléique pertinentes pour les mécanismes moléculaires de contrôle de la transcription chez les procaryotes sont étudiés à l'aide de la microscopie électronique à balayage (MEB) à haute résolution.
Le laboratoire est également impliqué dans l'étude de la base structurelle des interactions protéine-ADN et de leur pertinence dans les processus de contrôle de l'expression génique. Il étudie  les multiples relations structurelles, spatiales et fonctionnelles entre les divers facteurs, toujours au moyen de la microscopie électronique à balayage.
Le laboratoire travaille également au développement de méthodes de manipulation monomoléculaire, y compris l'utilisation de cantilevers, de pinces optiques ou laser, et de billes magnétiques pour étudier les propriétés mécaniques des macromolécules. Dans un projet, on attache d'abord une molécule protéique unique de lysozyme  entre une surface et l'extrémité d'un cantilever. L'objectif est de réaliser le dépliage de la molécule à l'équilibre afin d'obtenir la fonction d'énergie potentielle de la molécule en fonction de l'extension mécanique. Cette fonction représente la description la plus complète de l'état replié de la protéine.
Enfin, le laboratoire étude des moteurs moléculaires se liant à l'ADN (ARN polymérase, ADN polymérase, etc.) à l'aide de pinces optiques pour étudier la dynamique de ces molécules pendant la translocation, ainsi que l'effet de la charge de force externe et de la concentration en triphosphate nucléotidique sur leur puissance et leur génération de force.

## Bourses et prix

### Bourses
- Bourse de la Fondation Kellogg pendant le Master en biochimie (1973-1975)
- Bourse Fulbright et bourse de l'Institut d'éducation internationale (1975-1976)
- Bourse Abraham Rosenberg, UC Berkeley (1975-1976)
- Boursier Searle (1984)
- Boursier de la  Fondation Alfred P. Sloan (1985)

### Distinctions (sélection)
- Scientifique distingué de l'État du Nouveau-Mexique (1989)
- Membre élu de la Société américaine de physique (1995)[5]
- Membre du conseil consultatif scientifique du programme Searle Scholars (1997-2000)
- Membre élu de l'Académie nationale des sciences en  biophysique (2002)
- Prix Alexander-Hollaender en biophysique (2004)
- Prix Hans Neurath de la Protein Society (2004)
- Doctor Honoris Causa de l'Université de San Marcos[6]
- Prix Vilcek en science biomédicale (en) (2012)[7]
- Prix Sackler de biophysique (2012)
- Membre élu de l'Académie américaine des arts et des sciences (2015)